# باري ثورنلي
باري ثورنلي (بالإنجليزية: Barry Thornley)‏ هو لاعب كرة قدم بريطاني في مركز ظهير ‏، ولد في 11 فبراير 1948 في غريفزند ‏ في المملكة المتحدة. لعب مع أكسفورد يونايتد وإبسفليت يونايتد ونادي برينتفورد ونادي تشيلمسفورد ونادي دوفر ونادي مارغيت.